# Менса, Энтони
Энтони Осей Квадво Менса (англ. Anthony Osei Kwadwo Mensah; род. 31 октября 1972, Кумаси) — ганский футболист, вратарь. Бронзовый призёр летних Олимпийских игр 1992 года и участник Кубка африканских наций 1994 года.

## Биография
Энтони Менса родился 31 октября 1972 года.

### Клубная карьера
Начал профессиональную карьеру в 1989 году в клубе чемпионата Ганы — «Асанте Котоко». В 1996 году перешёл в «Обуаси Голдфилдс». По имеющийся информации, играл в этой команде до 1998 года.

### Карьера в сборной
Летом 1989 года принял участие в составе юношеской сборной Ганы до 17 лет в чемпионате мира в Шотландии. Гана заняла третье место в группе, уступив Бахрейну и Шотландии, обогнав при этом Кубу. Менса принял участие во всех трёх играх своей команды.
В августе 1992 года главный тренер олимпийской сборной Ганы Сэм Ардай вызвал Энтони на летние Олимпийские игры в Барселоне. В команде он получил 1 номер. В своей группе ганцы заняли первое место, обогнав Мексику, Австралию и Данию. В четвертьфинале Гана обыграла Парагвай (4:2), а в матче 1/2 финала уступила Испании (0:2). В матче за третье место ганцы смогли обыграть Австралию со счётом (1:0) и стали обладателями бронзовых наград. Менса сыграл в пяти играх на турнире.
В составе национальной сборной Ганы провёл всего две игры в 1994 году. Весной 1994 года был заявлен для участия в Кубке африканских наций, который состоялся в Тунисе. Гана дошла до 1/4 финала, где уступила Кот-д’Ивуару (1:2). Менса являлся запасным вратарём и не сыграл на турнире. В конце 1994 года участвовал в турнире Simba 4 Nations Tournament в Южной Африке.

## Достижения
- Бронзовый призёр летних Олимпийских игр (1): 1992